# Gerd Klamt
Gerd Klamt (* 2. November 1942 in Villach, Kärnten; † 24. März 2024 ebenda) war ein österreichischer Politiker der Freiheitlichen Partei Österreichs.

## Biografie
Nach dem Besuch der Pflichtschulen absolvierte er zwischen 1957 und 1960 die Fachschule für Maschinenbau in Klagenfurt am Wörthersee und anschließend das Realgymnasium in Wien, das er 1964 mit der Matura abschloss. Nach der Ableistung des Präsenzdienstes war er von 1965 bis 1971 als Referent in der Schadensabteilung einer Versicherung tätig, ehe er Betriebsleiter in einem Betrieb für Lastkraftwagen wurde.
Nach der daneben beim Technologischen Gewerbemuseum (TGM) abgeschlossenen Prüfung zum Ingenieur im Fach Maschinenbau und Kraftfahrzeugtechnik wurde er 1983 Mitarbeiter bei der Siemens Bauelemente OHG, der heutigen Infineon Technologies AG in Villach. Dort war er nicht nur Mitarbeiter in den Abteilungen Fertigungsplanung und Personal, sondern auch Mitglied im Betriebsrat. 1989 schloss er außerdem eine Ausbildung im Fach Industrial Engineering ab.
Daneben begann er 1991 eine politische Laufbahn in der FPÖ, war von 1991 bis 1997 Umweltreferent von Villach und war seitdem Mitglied des Gemeinderates von Villach sowie Vorsitzendes des Ausschusses für Tourismus.
Am 30. Oktober 2000 wurde er für die FPÖ als Vertreter des Landes Kärnten Mitglied des Bundesrates und war zwischen dem 1. Januar und dem 30. Juni 2001 auch dessen Präsident. Als solcher war er der erste Bundesratspräsident aus den Reihen der FPÖ seit 1945. Während dieser Zeit war er zuletzt vom 24. November 2003 bis zu seinem Ausscheiden aus dem Bundesrat am 30. März 2004 Vorsitzender des Geschäftsordnungsausschusses.

## Einzelnachweis
1. ↑  Gerd Klamt Ing. In: pax-requiem.at. 26. März 2024, abgerufen am 26. März 2024.

| Vorgänger    | Amt                                                                      | Nachfolger    |
| ------------ | ------------------------------------------------------------------------ | ------------- |
| Johanna Auer | Präsident des Österreichischen Bundesrats 1. Jänner 2001 – 30. Juni 2001 | Alfred Schöls |

| Personendaten    | Personendaten                                              |
| ---------------- | ---------------------------------------------------------- |
| NAME             | Klamt, Gerd                                                |
| KURZBESCHREIBUNG | österreichischer Politiker (FPÖ), Mitglied des Bundesrates |
| GEBURTSDATUM     | 2. November 1942                                           |
| GEBURTSORT       | Villach, Kärnten                                           |
| STERBEDATUM      | 24. März 2024                                              |
| STERBEORT        | Villach, Kärnten                                           |